# Överum
Överum – miejscowość (tätort) w Szwecji, w regionie administracyjnym (län) Kalmar, w gminie Västervik.
Według danych Szwedzkiego Urzędu Statystycznego liczba ludności wyniosła: 1166 (31 grudnia 2015), 1182 (31 grudnia 2018) i 1175 (31 grudnia 2019).